# Rimber Mendoza
Rimber Mendoza (* Bahía de Caráquez, Ecuador, 29 de noviembre de 1991). es un futbolista ecuatoriano que juega de delantero en el Grecia de la Segunda Categoría.

## Clubes
| Club                    | País    | Año       |
| ----------------------- | ------- | --------- |
| Deportivo Santo Domingo | Ecuador | 2007      |
| Aucas                   | Ecuador | 2008-2009 |
| Delfín SC               | Ecuador | 2010      |
| Universitario           | Ecuador | 2011-2012 |
| Magali Masson           | Ecuador | 2013      |
| Grecia                  | Ecuador | 2014      |